# Прапор Нью-Гемпширу
Прапор Нью-Гемпшир (англ. Flag of New Hampshire) — один з державних символів американського штату Нью-Гемпшир.
Прапор являє собою велику емблему штату у центрі синього прямокутника. Прапор був прийнятий в 1909 році і був змінений одного разу — в 1931 році — коли змінилася емблема штату. До 1909 року прапором штату були різні полкові прапори.
Емблема зображує фрегат USS Raleigh побудований в 1776 році в Портсмуті. Фрегат стилістично оточений лавровими гілками, розподільними дев'ятьма зірками. Фрегат Raleigh — один з перших 13 військових кораблів, що були замовлені Континентальним конгресом (конгресом 13 штатів, які утворили США) для військово-морського флоту США.
За результатами опитування 2001 року, проведеного Північно-Американською асоціацією прапорів (англ. North American Vexillological Association), прапор Нью-Гемпшира увійшов до десятки найгірших прапорів США і канадських провінцій .
Надходило, принаймні, одну пропозиція про заміну емблему штампа на прапорі зображенням Старика на Горі, але ніяких офіційних кроків не було зроблено
Нинішній варіант був прийнятий 1 січня 1932 року.